# Bughea de Jos (gmina)
Bughea de Jos – gmina w Rumunii, w okręgu Ardżesz. Obejmuje tylko jedną miejscowość Bughea de Jos. W 2011 roku liczyła 2862 mieszkańców.